# Eremurus spectabilis
Eremurus spectabilis är en grästrädsväxtart som beskrevs av Friedrich August Marschall von Bieberstein. Eremurus spectabilis ingår i släktet Eremurus och familjen grästrädsväxter. Inga underarter finns listade i Catalogue of Life.